# Кальмарский собор
Кафедральный собор Кальмара (швед. Kalmar domkyrka) — в настоящее время главная церковь прихода Кальмар. До 1915 года был кафедральным собором диоцеза Кальмара, которая затем в качестве прихода вошла в диоцез Векшё. Однако за церковью сохранилось название кафедрального собора.

## История
Здание построено по проекту шведского архитектора Никодемуса Тессина Старшего. За образец им была взята римская церковь Иль-Джезу. Строительные работы начались в 1660 году, освящение состоялось в 1700 году.
В архитектуре здания сочетаются элементы классицизма и барокко. Здание имеет крестообразную форму — западная часть украшена двумя башнями, а в восточной находится апсида, внутри которой расположен алтарь. Позади алтаря имеется алтарная картина, изображающая снятие Иисуса Христа с креста (подобные изображения характерны для шведской высокоцерковной лютеранской традиции).